# Усманова, Юлдуз Урайимохуновна
Юлдуз Ибрагимовна Усманова - (узб. Юлдуз Усмонова, тур. Yıldız Usmanova) (род. 12 декабря 1963, Маргилан, Ферганская область Узбекистана) — известная как «примадонна узбекской эстрады» «королева узбекской эстрады, O’zbekiston Qirolichasi», узбекская эстрадная певица, композитор, поэт-песенник, продюсер, Народная артистка Узбекистана (1998), Народная артистка Казахстана и Таджикистана. Заслуженная артистка Туркменистана. Народный хафиз Таджикистана (2024).
В её репертуар входит более 800 песен на узбекском, каракалпакском, турецком, уйгурском, казахском, татарском, русском, таджикском, персидском, и других языках; а дискография насчитывает около 100 сольных пластинок, CD и DVD дисков. Помимо Узбекистана, альбомы Усмановой издавались в Германии, США, Англии, Турции и Голландии. Общий тираж дисков превысил 25 млн экземпляров.
Замужем, имеет дочь и пятерых внуков.

## Биография
Родилась 12 декабря 1963 года в Маргилане шестым ребёнком в семье рабочих Ураимахуна Усманова и Рахимы Акбаровой (всего 4 братьев и 4 сестры).
Отец – Ураимахун Усманов родился в Маргилане в 1926 году. Всю свою жизнь он проработал на Маргиланском шелковом комбинате, и его стаж работы составил 52 года. Он был невероятно трудолюбивым человеком, и несмотря на то, что он был простым рабочим, наши соседи, близкие и знакомые называли нас «богачами», и соответственно меня в детстве называли «дочка богача», «бой кизи». Однако дело в том, что помимо того, что папа работал на комбинате, он был искусным мастером по дереву, и в свободное время по вечерам в мастерской в нашем доме он изготавливал прочные и удобные топчаны, которые продавались в выходные дни. Иногда повстречав покупателя, которому понравился его топчан, но не хватало денег, он отдавал почти даром. Таким образом, своим примером наш папа приучил всех нас к труду и усердию. И конечно же, благодаря благословению папы и его молитвам за нас всех, все 8 детей живут в достатке и радости.
Мама Рахимахан Акбарова тоже родилась в Маргилане в 1932 году. Она также проработала на Маргиланском шелковом комбинате 41 год. Она занималась нашим воспитанием, и конечно же, ей было довольно тяжело воспитывать 8 детей. Должна отметить, что мой характер очень похож на мамин характер. Она тоже никогда не давала себя в обиду, у неё боевой характер, и для неё очень важным было, чтобы все её дети знали цену труду. По окончании консерватории я начала профессиональную карьеру, продолжая служить моим поклонникам, и прежде всего моему народу, который всегда поддерживал меня и давал силы для творчества и деятельности.
На одном из корпоративных мероприятий, Гавхар Рахимова (родная сестра Тамары Ханум) узрев талант в молодой Юлдуз, забрала с собой в Ташкент, для профессионального обучения. Там она проводила с ней занятия по вокалу, позже познакомив с Саодат Кабуловой. После предварительной подготовки Юлдуз поступила в Ташкентскую Государственную Консерваторию и с успехом окончила её.
Распад СССР пришёл на пик популярности Юлдуз в Узбекистане. Уже в конце 80-х она добилась признания у себя на родине, выпустив дебютный альбом «Майда». В 1990 году она стала финалисткой первого международного конкурса «Голос Азии» проходящего в Алма-Ате, заняв 2-е место. Вслед за этим, записав альбом «Алма-алма» попала в десятку World Music Charts Europe. Её англо-узбекский хит «I wish you were here» не раз занимал высокий рейтинг в поп-чартах европейских стран. Последующие альбомы «Jannona» (1995), «I Wish You Were Here» (1995), «Binafsha» (1996), «The Selection Album» (1997), «Dunyo (1999)» обеспечили ей широкую известность в Германии и странах Бенилюкса. В это время Юлдуз начинает турне по странам Европы и участвует в таких крупных фестивалях как «WOMAD» (Англия; WOMAD — англ. World of Music, Arts and Dance), «Roskilde» (Дания) и «Live For Life» (Нидерланды). Она также отличилась выступлением в 1999 году на голландском фестивале, зрительницей которого была Королева Беатрикс. В 2002 году Юлдуз Усманова была удостоена звания «Орта Осиё Санъат Маликаси» («Королева искусства Средней Азии»).
В 2012 году записала альбом «Bir Şans Ver», в котором одну из песен исполнила дуэтом с Сердар Ортачем.
В настоящее время она вернулась в Узбекистан, где также записала узбекский альбом. Юлдуз замужем за Мансуром Ага-оглы, который в настоящее время является её продюсером. Также у неё есть одна дочь, Нилюфар Усманова, 1987 года рождения, также певица.

## Политика
Несколько раз подвергалась опале со стороны узбекских властей за критику последних, за что была дважды вынуждена покинуть пределы страны (в 1992 и в 1994 году).
В 2008 году Юлдуз Усманова эмигрировала в Турцию со ссылкой на политические притеснения и волнения, произошедшие 13 мая 2005 года в Андижане (также известные, как Кровавая пятница в Ферганской долине). В интервью Радио Свобода осудила зачинщиков Андижанских беспорядков, к слову о жертвах среди гражданского населения, назвала виноватыми их самих. Тем не менее, в своем интервью Юлдуз Усманова приводит проблемы с контролем государства в Узбекистане, она отмечает, что правительство Узбекистана препятствует ей в выполнении концертов в Туркменистане, с которым узбекские власти были проблемные отношения по пограничным вопросам. После переезда в Стамбул она начала успешную карьеру в Турции, записав два альбома «İnadım» и «Dünya». В последний вошли песни, исполненные дуэтом с турецкими звездами Фатих Эркоч, Левент Юксел и Яшар.
В 2010 году, в свете киргизских событий, написала и исполнила песню, осуждающую киргизов за насилие по отношению к узбекам, живущим на юге страны. Официального релиза песни не было, в сеть попал видеоряд из фотографий с места беспорядков в сопровождении рабочей версии песни.
Открыто поддерживала политику первого президента Узбекистана Ислама Каримова, в интервью прессе называет его «подшо» (узб. падишах).
В мае 2021 года, на фоне израильско-палестинского кризиса, назвала Израиль «захватчиком», заявив, что «не считает его государством». Также певица выразила солидарность Палестине и заявила, что «в случае необходимости готова воевать за Палестину».
Негласный запрет, наложенный на творчество певицы, был отменен после смерти первого президента Узбекистана Ислама Каримова, накануне избрания Шавката Мирзияева новым главой республики. Певица начала появляться на государственных ТВ и объявила о большом сольном концерте с программой «Ey Aziz Inson» на главной площадке страны — во дворце Истиклол, в котором не выступала уже 11 лет.

## Дискография
- 1992 — Iz kichiklarini kuylaydi
- 1993 — Alma-alma (CD-альбом, США, Miramar Records)
- 1994 — Alma-alma (CD-альбом, Германия, Blue Flame Records)
- 1993 — Jeli-jeli

(CD-альбом, Европа, Blue Flame Records)
- 1995 — Jannona

(CD-альбом, Европа, Blue Flame Records)
- 1995 — I Wish You Were Here (англ.)

(CD-сингл, Германия, Jupiter Records)
- 1996 — Binafscha

(CD-альбом, Германия, Blue Flame Records)
- 1997 — Tanlangan albomlar
- 1998 — Dard kelganda sabr qil
- 1998 — Elimda alyorim qolur
- 1999 — Dünya (тур.)

(СD-альбом, Европа, Double T Music)
- 1999 — Yulduz

(CD-Promo, Германия, Double T Music, 1999)
- 1999 — Karavan
- 1999 — Tak-boom

(грампластинка, СD-сингл Promo, СD-сингл Cardsleeve, CD Maxi-Single)
- 1999 — Oqqan daryo oqaveradi

(CD-альбом, Узбекистан, Uzbeknavo)
- 1999 — Hasrat
- 1999 — Ey siz odamlar
- 1999 — Saralangan qo’shiqlari
- 2000 — Sog’intirib yashagim kelar

(СD-альбом, Узбекистан, Tarona Records)
- 2000 — The Best Of Yulduz

(CD-сборник, Европа)
- 2001 — Oshiqlik
- 2001 — Buncha go’zal bu hayot
- 2001 — Tegaman
- 2001 — Uchmoqdaman
- 2001 — To’plam 1 (CD — сборник)
- 2002 — To’plam 2 (CD — сборник)
- 2002 — Yoshligim — beboshligim
- 2002 — Mega MIX (CD — сборник)
- 2003 — О любви (рус.)
- 2003 — Mendan meni so’rama
- 2004 — Men o’zimni topmasam
- 2004 — Hayotim
- 2004 — Shodligim
- 2004 — Taqdirim
- 2004 — Bilmadim

(CD-альбом, Великобритания, 30 Hertz Records)
- 2004 — Simply Yulduz

(CD-альбом, Великобритания, 30 Hertz Records)
- 2005 — Yondiraman, yonaman

(CD-альбом, Узбекистан, PanTerra Studio)
- 2005 — Estrada Yulduzlari (CD-сборник)
- 2006 — Biyo jonam (фарси)
- 2006 — Ayol
- 2006 — Faqat sabr tiladim
- 2007 — O’zbekiston, qanday bo’sang, shunday sevaman

(CD-альбом, Узбекистан, PanTerra Studio)
- 2007 — Kerak bo’lsa, jonim fido
- 2008 — İnadım (тур.)

(СD-альбом, Турция, 7 Şans Production)
- 2009 — Dünya (тур.)

(СD-альбом, Турция, Şafakaraman Production)
- 2009 — Sen ham asra ko’zmunchog’ingman (2009)
- 2010 — Tilimdan emas, dilimdan (2010)

(СD-альбом, Турция, 7 Şans Production)
- 2010 — Kıble benim kalbimde (тур.)

(СD-альбом, Турция, Şafakaraman Production)
- 2011 — Bir şans ver (тур.)

(СD-альбом, Турция, Çinar Müzik)
- 2012 — Mendek sevaolasizmi?! (2012)

(СD-альбом, Узбекистан-Турция, Çinar Müzik)
- 2013 — Yoningdaman (2013)

(СD-альбом, Узбекистан, Ohang Media)
- 2014 — Sen uchun (2014)

(СD-альбом, Узбекистан, Ohang Media)
- 2015 — Hayat Bana Aşk Borcun Var (2015)

(СD-альбом, Турция, 7 Şans Production)
- 2015 — Men sen bilan Qirolichaman (2015)

(СD-альбом, Узбекистан, Media Mania)
- 2017 — Ey aziz inson
- 2018 — Sen va men uchun
- 2019 — Men seni sevaman
- 2020—2020
- 2021 — Yurak
- 2022 — Muhabbat

## Видеоклипы
- Скажи Мне Имя (2023) Вместе с Максим Фадеев
- Da Kujo Shumo (2023) Вместе с Malik
- Sevgi bu Sevgi 2022

- Bebaho 2021
- Yurak 2021
- õglonlar 2021
- Muborak 2020
- Mevlom 2020
- Sanamey 2019
- Taralli-dalli 2019
- Men seni sevaman 2019
- 2018 Yalli Yalli
- kongil 2017
- Tut qo’limdan 2018
- Iltijo (2017)
- Qizg’aldogim (2017)[8]
- Ey yor (2016)
- Ex ko’chalar (2016)
- Sabo bo’lib (2015)
- Meni sev (2014)
- Devonalarmiz (2014)
- Yoningdaman (2014)
- Ketdi (2014)
- Senga (2013)
- Gulisan (2013)
- Mutlu gunlerden kalma (2012)
- Hoppa-Hoppa (2012)
- Lov-lov (2012)
- Diyemem (feat. Serdar Ortaç) (2012)
- Ey yor (2011)
- Belli belli (2011)
- Aynanayin (2011)
- Aldadi (feat. Athambek Yuldashev) (2011)
- Ko’z yoshim oqar (2011)
- Tik tak (2011)
- Dünya (2011)
- Yalvar güzel Allah`a (2010)
- Seni severdim (feat. Yaşar) (2010)
- Beni kovma kalbinden (2010)
- Namekuni (2010)
- Yalan (feat. Levent Yüksel) (2009)
- Görmesem Olmaz (feat. Fatih Erkoç) (2009)
- Totoy (2008)
- Yana bahor (2008)
- Affet Allahim (2008)
- Öp (2008)
- Babacim (2008)
- Shekilli (2008)
- Salovat (2008)
- Любовь моя (feat. гр. «Достар») (2007)
- Yana bahor (2007)
- Oq kema (2007)
- Dadajon (2007)
- O’p — o’p (2007)
- Yolg’iz tashlama Olloh (2006)
- Bevafo yorim (2006)
- Oh dilame (2006)
- Ангел мой (2006)
- Muhabbat (2006)
- Jon mebari jon (2006)
- Sog’inch (2006)
- Iymon (2006)
- Biyo jonam biyo (2006)
- Sevaman seni (feat. Davron Ergashev) (2006)
- Nadur (feat. Akron Ibodullaev) (2005)
- Begona (2005)
- Rashk (2005)
- Ko’rmasam bo’lmas (2005)
- Men kimman ayt (2004)
- Qalb (2004)
- O’g’il bola (2004)
- Небосвод (2003)
- Не жалей (2003)
- Atirgul (2003)
- Mendan meni so’rama (2003)
- Senga (2003)
- Lolajon (2002)
- Achom-achom (2001)
- Bu yo’llar (2001)
- Nozanin (feat. R. Sharipov)(2001)
- Tegaman (feat. R. Sharipov)(2000)
- Qurqaman (2000)
- Uchmoqdaman (2000)
- Dünya (1999)
- Tak Boom (1999)
- Королева (2018) (Последняя песня на 03.10.2018 года[9])

## Концертные и шоу-программы
- 1991—1997 — первые сольные программы певицы в Государственном зале дружбы народов в Ташкенте. Мировые турне.
- 1997 — «Yolg’izim» (сольная программа)
- 1998 — «O’zingdan quymasin xalqim!» (презентация альбома «Baht kelganda shukr qil»)
- 1999 — «Oqqan daryo oqaveradi» (премьера программы и одноимённого диска)
- 1999 — «Новогодный бал 1999» при участии известных и начинающих артистов Узбекистана.
- 2000 — «Sog’intirib yashagim kelar» (премьера программы и одноимённого альбома)
- 2000 — Новогодний бал при участии звезд узбекской эстрады, а также исполнителей из стран СНГ (Владимир Пресняков, Азиза, Далер Назаров и др.)
- 2001 — «Buncha go’zal bu hayot» (премьера концертной программы и одноимённого диска, в танцевальных номерах солирует Муаззам Гафурова)
- 2002 — «Yoshligim-beboshligim» (премьера концертной программы и одноимённого диска, концерт в Урумчи. В танцевальных номерах солирует Ирода Исмаилова)
- 2003 — «Mendan meni so’rama» (премьера программы и одноимённого альбома)
- 2004 — «Men o’zimni topmasam» (премьера программы и одноимённого диска)
- 2005 — «Yondiraman-yonaman» (премьера программы и одноимённого диска, концерты в Туркменистане.)
- 2006 — «Faqat sabr tiladim» (премьера программы и одноимённого альбома)
- 2007 — «Kerak bo’lsa jonim fido» (премьера театрализованной концертной программы и одноимённого диска, в танцевальных номерах солируют Малика Курбанова, Паризода, Мухаббат Курбанова)
- 2008 — «Inadim» (первая шоу-программа и презентация одноимённого диска в Турции)
- 2009—2010 — Гастроли в США и СНГ
- 2011 — «Bir şans ver» (сольный концерт на девяти языках и презентация одноимённого диска в Стамбуле и гастроли по городам России и стран СНГ)
- 2012 — Концерты в городах Узбекистана, после возвращения на родину, гастроли в Израиле, Казахстане, РФ.
- 2013 — Премьера альбома «Yoningdaman» в Ташкенте.
- 2015 — Премьера альбома «Men sen bilan qirolichaman» в Ташкенте.
- 2017 — Юлдуз Усманова выступила в Душанбе (Таджикистан)[10]
- 2017 — «Ey aziz inson» (премьера театрализованной концертной программы и одноимённого альбома)[11]
- 2018 — «Sen va men uchun» (новая сольная программа)
- 2019 — «Men Seni Sevaman» (Премьера концертной программы и презентация нового альбома)
- 2020 — «Konsert 2020» (концерт)
- 2021 — «Yurak» (Премьера концертной программы и презентация нового альбома)
- 2022 — «Muhabbat» (премьера концертной программы в Ташкенте)
- 2022 — «Nostalji» (концертная программа из шлягеров певицы 80 и 90-х годов в Ташкенте)[12]

## Фильмография

### Художественные фильмы
- Bolajon — (Малыш)
- 1991 — Temir erkak (Железный мужчина) — Юлдуз
- 1993 — Olovdagi farishta (Ангел в огне) — песня за кадром
- 2000 — Tohir va Zuhra yangi talqinda (Тахир и Зухра в новой версии) — камео
- 2003 — Muhabbat sinovlari 2 (Испытания любви 2) — камео
- 2004 — Sarvinoz (Сарвиноз) — камео

## Награды и звания
- Орден «За выдающиеся заслуги» (24 августа 2005 года) — за большие заслуги в повышении интеллектуального и духовного потенциала народа, развитии сферы науки, образования, культуры, литературы, искусства, здравоохранения, достойный вклад в работу по укреплению независимости Родины, мира и стабильности в стране, а также многолетнюю общественную деятельность[13].
- Орден «Уважаемому народом и Родиной» (26 августа 2023 года) — за достижение высоких результатов в повышении научно-интеллектуального потенциала и духовности нашего народа, развитии сфер образования, здравоохранения, литературы, культуры, искусства и средств массовой информации, большой вклад в обеспечение прогресса страны, социально-духовной стабильности, согласия и взаимопонимания в обществе, воспитание здорового и гармонично развитого молодого поколения в духе патриотизма, а также активную общественную деятельность[14].
- Орден «За бескорыстную службу» (29 августа 2018 года) — за заслуги в повышении научного, интеллектуального и духовного потенциала нашего народа, развитии сфер образования, культуры, литературы, искусства, здравоохранения, достойный вклад в укрепление независимости Родины, мира и стабильности в стране и многолетнюю плодотворную общественную деятельность[15].
- Народная артистка Узбекистана (27 августа 1998 года) — за многолетний плодотворный труд, достойный вклад в развитие науки, образования, здравоохранения, культуры, искусства, спорта в стране, а также активное участие в общественной работе[16].
- Заслуженная артистка Узбекистана (10 июня 1994 года) — за высокое исполнительское мастерство, заслуги в развитии театрального искусства республики и активное участие в общественной жизни[17].
- Народная артистка Каракалпакстана, Таджикистана и Казахстана.
- Заслуженная артистка Туркменистана[18].
- Народный хафиз Таджикистана (18 апреля 2024 года) — за плодотворную деятельность по сохранению и популяризации общего исторического наследия, духовных ценностей и традиций, а также достойный вклад в укрепление дружбы между двух братскими народами[19]
- Премия «Звёзды Содружества» (2024 год)[20].